# Łoże sprawiedliwości

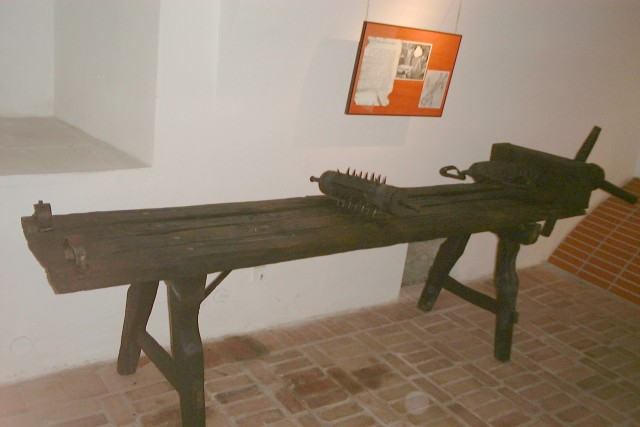
Madejowe łoże w żywieckim muzeum

Łoże sprawiedliwości, zwane także Madejowym łożem, ławą do rozciągania lub łożem (ławą) tortur – rodzaj narzędzia tortur w formie poziomej ławy, zaopatrzonej w kołowrót i sznury bądź łańcuchy służące do wyciągania kończyn (istniały wersje wyciągające ręce lub nogi), w czasie gdy druga para kończyn była przytwierdzona do konstrukcji łoża.
Na łożach sprawiedliwości umieszczano często także nabijane kolcami walce, tzw. hiszpańskie zające (naszpikowane zające), które wkładano pod plecy przesłuchiwanego. 
Niekiedy korzystano z prostszej formy łoża tortur, jaką była zwykła deska lub belka. Stosowano także konstrukcje na stałe przytwierdzone do podłoża (kamienne, metalowe itp.), pełniące identyczną funkcję jak madejowe łoże.
Użycie łoża powodowało jednocześnie unieruchomienie osoby torturowanej, co ułatwiało zastosowanie innych tortur (np. śrubowania rąk lub nóg, przypalania ciała albo szarpania go rozżarzonymi szczypcami).
Było to najczęściej stosowane w Europie narzędzie tortur. W niektórych izbach tortur korzystano z działającej na podobnej zasadzie drabiny lub krosna.
Nazwa Madejowe łoże pochodzi prawdopodobnie od imienia zbójnika Madeja, dla którego według legendy przygotowano w piekle łoże męczarni, najeżone gwoździami, hakami, nożami i innymi ostrymi przedmiotami. W książce Walerego Przyborowskiego najeżone szpikulcami łoże tortur dla zbójcy przygotował archidiakon Płocka. Inna wersja mówi o żywym posłaniu z węży.